# گلوریا هندری
گلوریا هندری (انگلیسی: Gloria Hendry؛ زادهٔ ۳ مارس ۱۹۴۹) یک هنرپیشه اهل ایالات متحده آمریکا است.
او در فیلم شگفت‌انگیز عجیب بازی کرده است.